# Ermita de Santa Elena (Biescas)

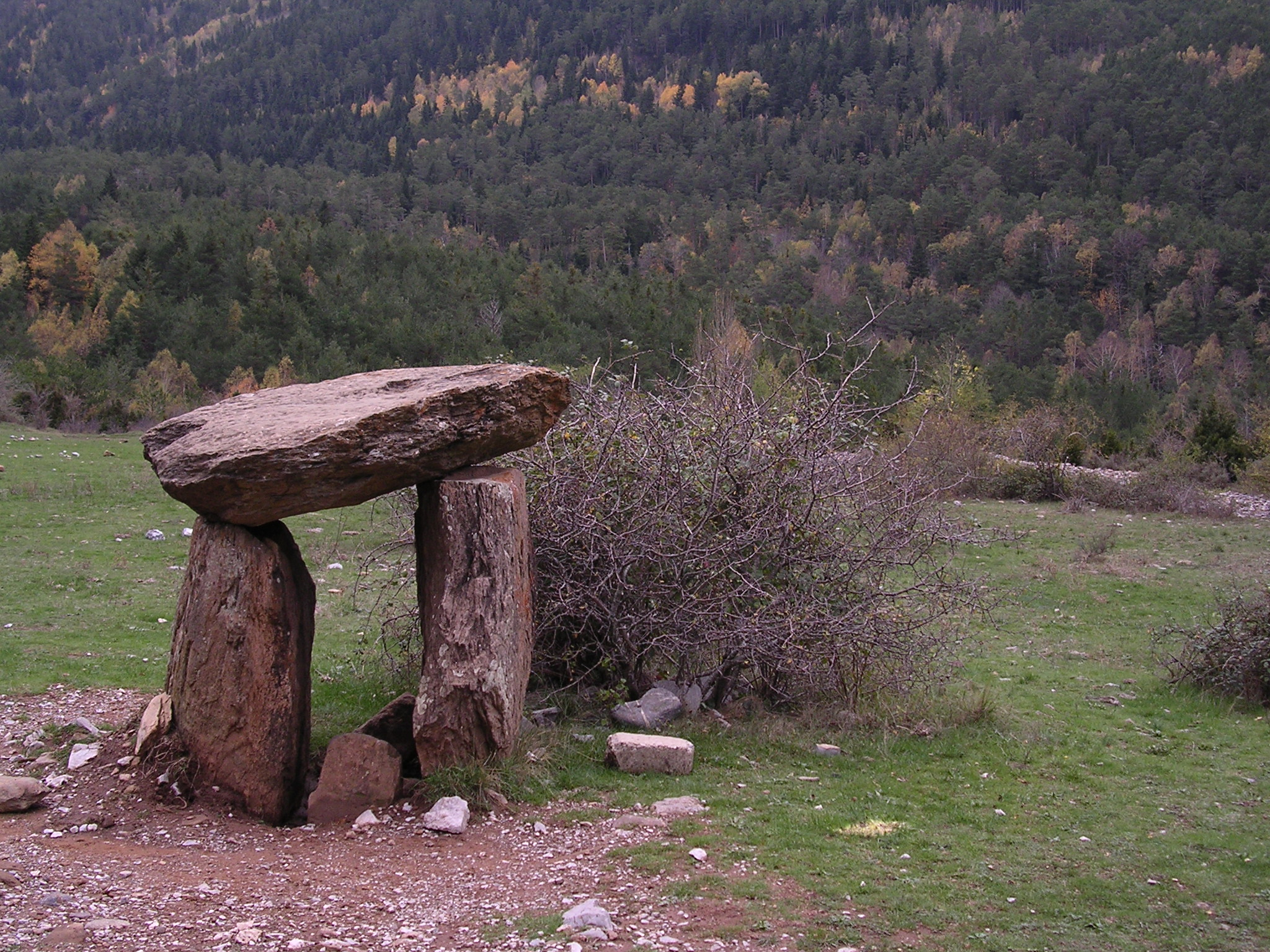
Dolmen de Santa Elena

La ermita de Santa Elena se ubica en el término municipal de Biescas (Huesca, España). El templo ocupa un promontorio que se asoma a la llamada Foz de Santa Elena, congosto excavado por las aguas del río Gállego entre las sierras de Telera y Tendeñera, y que abre paso al pirenaico Valle de Tena en su parte más meridional. Es uno de los enclaves religiosos más destacados de la comarca aragonesa del Alto Gállego y está dedicado a Elena de Constantinopla, santa patrona de la Tierra de Biescas y de todo el Valle de Tena.

## Historia y leyenda
Ocupa un lugar sacralizado desde la Prehistoria, como demuestra la existencia de dólmenes en sus proximidades. 
Junto a la iglesia brota una fuente llamada La Gloriosa, cuyas aguas se precipitan al vacío en airosa cascada desde la explanada del templo. De caudal intermitente, el manantial constituye el germen de una tradición que sitúa en este lugar a la emperatriz Elena allá por el siglo IV y que explica la erección de este santuario en su honor. 
Cuenta la leyenda que, viéndose perseguida por los infieles, la santa buscó refugio en una cueva abierta donde hoy se levanta la ermita y cuyo acceso quedó de inmediato oculto por una gran tela de araña. Elena abandonaría su escondite pasado el peligro, lugar del que brotó milagrosamente la fuente y en cuyas piedras quedaron grabadas sus plantas como si de barro se tratara. Desde entonces la creencia popular mantiene, entre otros prodigios, que el caudal crece y decrece presagiando calamidades o periodos de prosperidad; también se dice que sus aguas proceden del sagrado río Jordán, desde que un peregrino llegado a la ermita en el medievo descubriera flotando en ellas el bastón que había perdido tiempo atrás en Tierra Santa.
El templo tiene su origen en la fundación realizada por el rey Jaime I de Aragón en 1221, erigiéndose una primera capilla mozárabe de la que todavía subsisten algunas columnas empotradas en los muros del edificio actual[cita requerida]. Fernando el Católico y Carlos I ratificaron su protección sobre la ermita. En los siglos XVII y XVIII, particularmente en 1710, fue objeto de importantes ampliaciones, adquiriendo finalmente el aspecto que hoy presenta. Fue restaurada en 2007.
De una sola nave dividida en tres tramos y cubierta con bóveda de lunetos, cuenta en la cabecera con ábside pentagonal nervado. La torre campanario se eleva a los pies, sobre el pequeño atrio de entrada. El retablo, en estilo barroco y presidido por la imagen de la santa, está fechado en 1693. Desde el presbiterio, una puerta abre paso a la pequeña cueva en la que se enmarca la leyenda.

## Fuerte de Santa Elena
El santuario se encuentra justo en el límite entre la Tierra de Biescas y el Valle de Tena, habiendo sido objeto por ello, a lo largo de su historia, de numerosos pleitos entre ambos territorios por su posesión. Además de valor espiritual, el enclave contó siempre con unas condiciones orográficas óptimas como lugar defensivo y de paso obligado en la ruta entre España y Francia a través de la frontera de Portalet.
Prueba de ello es la existencia en Santa Elena, dominando estratégicamente el desfiladero, de un fuerte militar construido en época de Felipe II y ampliado por Carlos III. Parcialmente destruido en 1808 durante la Invasión napoleónica, fue reedificado entre 1884 y 1889, estando actualmente abandonado.

## Fiestas y romerías
La ermita es centro de peregrinación de los habitantes de toda la comarca, acudiendo hasta el lugar en diversas romerías a lo largo del año:
- 13 de junio, para celebrar la fiesta de San Antonio, patrón de Biescas.
- Pentecostés, fecha en la que tiene lugar la popular Romería de las Cruces, a la que acuden representantes de todos los pueblos del valle con sus respectivas Cruces Parroquiales.
- 18 de agosto, día de la festividad de Santa Elena.

Algunas coplas y dichos locales están protagonizados por la santa y sus milagros:
- "Donde la araña tejió, Santa Elena se escondió", en relación con el hecho que la salvó de morir a manos de sus perseguidores.
- "Santa Elena, tú que estás en un alto espeñadero, casa a los mozos de Biescas, que se les pasa el tempero", alusiva a la creencia popular de que la santa, al igual que San Antonio, ayuda a encontrar pareja.

## Catalogación
Se encuentra inscrita en el Inventario del Patrimonio Cultural Aragonés por lo que según la ley 3/1999 de 10 de marzo del Patrimonio Cultural Aragonés tiene la protección de Bien inventariado del patrimonio cultural aragonés.